# Ладіславс Курпіль
Ладіславс Курпіль (нім. Ladislavs Kurpiel, 13 листопада 1883, Прага (Львів) — 24 червня 1930) — австрійський футболіст, що грав на позиції захисника.
Виступав, зокрема, за клуби ДФК Прага і «Вієнна Крикет», а також національну збірну Австрії.

## Клубна кар'єра
У дорослому футболі дебютував 1897 року виступами за команду клубу ДФК Прага, в якій провів шість сезонів. 1903 року приєднався до складу клубу
«Вієнна Крикет». Відіграв за віденську команду наступний сезон своєї ігрової кар'єри.
1904 року повернувся до клубу ДФК Прага, за який відіграв наступні 9 сезонів. Клуб належав до австрійської футбольної асоціації у Празі і у сезоні 1912/13 став переможцем Австрійської ліги у Богемії.
Помер 24 червня 1930 року, Орлик на Влтаві (Чехія) на 47-му році життя.

## Виступи за збірну
1908 року дебютував в офіційних матчах у складі національної збірної Австрії. Протягом кар'єри у національній команді, яка тривала 5 років, провів у формі головної команди країни 8 матчів.
Був учасником футбольного турніру Олімпійських ігор 1912 року, у якому Австрія з рахунком 5:1 перемогла збірну Німеччини. У наступному раунді команда поступилась збірній Нідерландів — 1:3. Ще три матчі австрійська збірна зіграла у втішному турнірі, де перемогла Норвегію (1:0) і Італію (5:1, Курпіль не грав у цій грі), але поступилась Угорщині (0:3).